# 金森長近
金森 長近（日语：／ Kanamori Nagachika，1524年—1608年9月20日），是日本日本戰國時代至江戶時代初期的武將、大名。
本名可近（ありちか），後來織田信長賜一個字長，便改名為長近。一般通稱五郎八，法印素玄。先從擔任織田家、柴田家、豐臣家及德川家的家臣。先後被賜予飛驒守及兵部大輔等官位，被封為飛驒高山藩的首代藩主。也是金森可重的養父，金森長則（長男，本能寺隨信長戰死）、金森長光（次男，上有知藩二代當主）、伊東治明的父親 。
近江國野洲郡金森町出身。18歳時離開近江至尾張國的織田信秀仕官，後來仕奉織田信長。以美濃攻略的戰功，成為赤母衣衆一員，筆頭為柴田勝家。織田信長死後，一度為柴田勝家的與力，當勝家在賤岳之戰後大敗自盡，長近向秀吉投降。後來參後小牧·長久手之戰以及討伐越中佐佐成政。
長近在關原之戰加入東軍，戰後後被加封2萬石，成為上有知藩(2萬石)及高山藩(3萬3千石)第一代藩主。此外長近亦精通於茶道，為利休七哲之一，曾藏匿千利休的長男千道安。